# Моро (род)
Моро (итал. Moro) — знатная патрицианская семья Венеции, родом из Падуи.

## История
Легенда гласит, что семья происходит из Падуи. Выходец из семьи Альбино Моро был одним из основателей Венеции в 424 году.
Семья находилась в рядах первых строителей зданий в Венеции в 724 году. С 982 года она уже имела влияние в городе. Будучи исключенной из Большого совета вследствие его закрытия в 1297 году, семья вошла туда в 1388 году благодаря усилиям Франческо Моро, приехав из Негропонта.
Наибольшей значимости семья достигла в конце XV века с избранием на пост дожа Кристофоро Моро (1462-1471).
С XVI века Моро начали терять своё политическое значение, всё же продолжая давать свету деятелей культуры.
Затем, фамилия Моро трансформировалась в Моро-Лин (или Моролин) после женитьбы Гаспаро Моро на Изабелле Лин в 1748 году.

## Известные представители
Семья дала республике одного дожа, а также послов, генералов и прокураторов Сан-Марко, епископа и патриарха Градо.
- Джованни Моро, патриарх Градо в 1121 году ;
- Симеоне Моро (умер в 1292 году), епископ Кастелло  с 1291 года ;
- Джакомо Моро, активный политик периода войны с Каррарези (1370-1380) ;
- Антонио Моро (1350-1426), политик, прокуратор Сан-Марко, ректор в Падуе, Фельтре, Бассано и Болонье[2] ;
- Пьетро Моро, был возведён в чин кардинала папой Григорием XII ;
- Дамьяно Моро, военный, проведитор армии По в войне с Феррарой (1482-1484) ;
- Кристофоро Моро (1390-1471), политик, 67-й венецианский дож, избранный в 1462 году[3] ;
- Джованни Моро (родился в 1406 году), политик, один из первых ректоров на материке[4] ;
- Джованни Моро, посол Венеции при Святом Престоле, был помазан папой Григорием XIV ;
- Джованни Моро, герцог Кандии (1538) ;
- Габриель Моро (умер в 1650 году), философ.

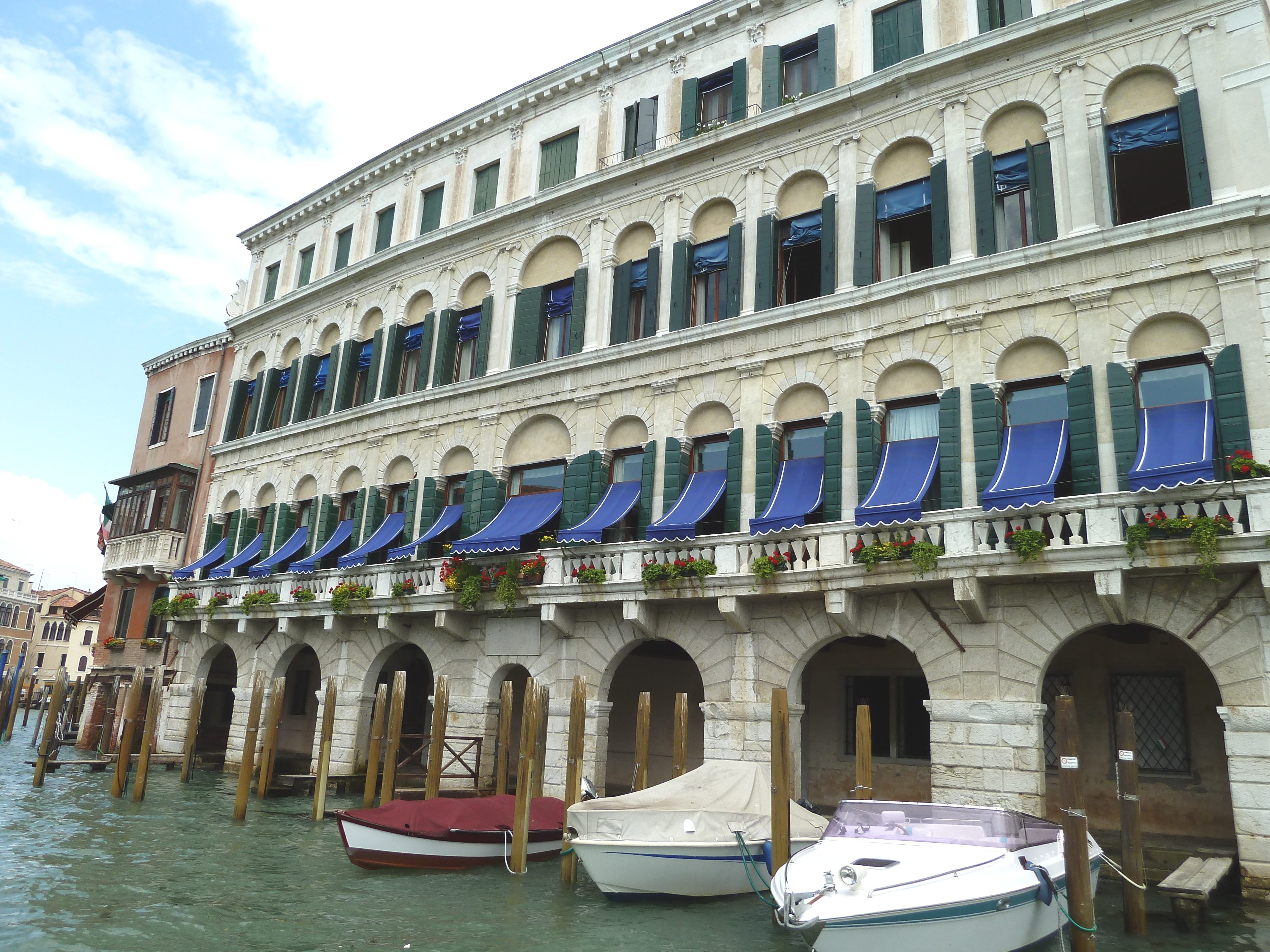
Палаццо Моро Лин на Гранд-канале.

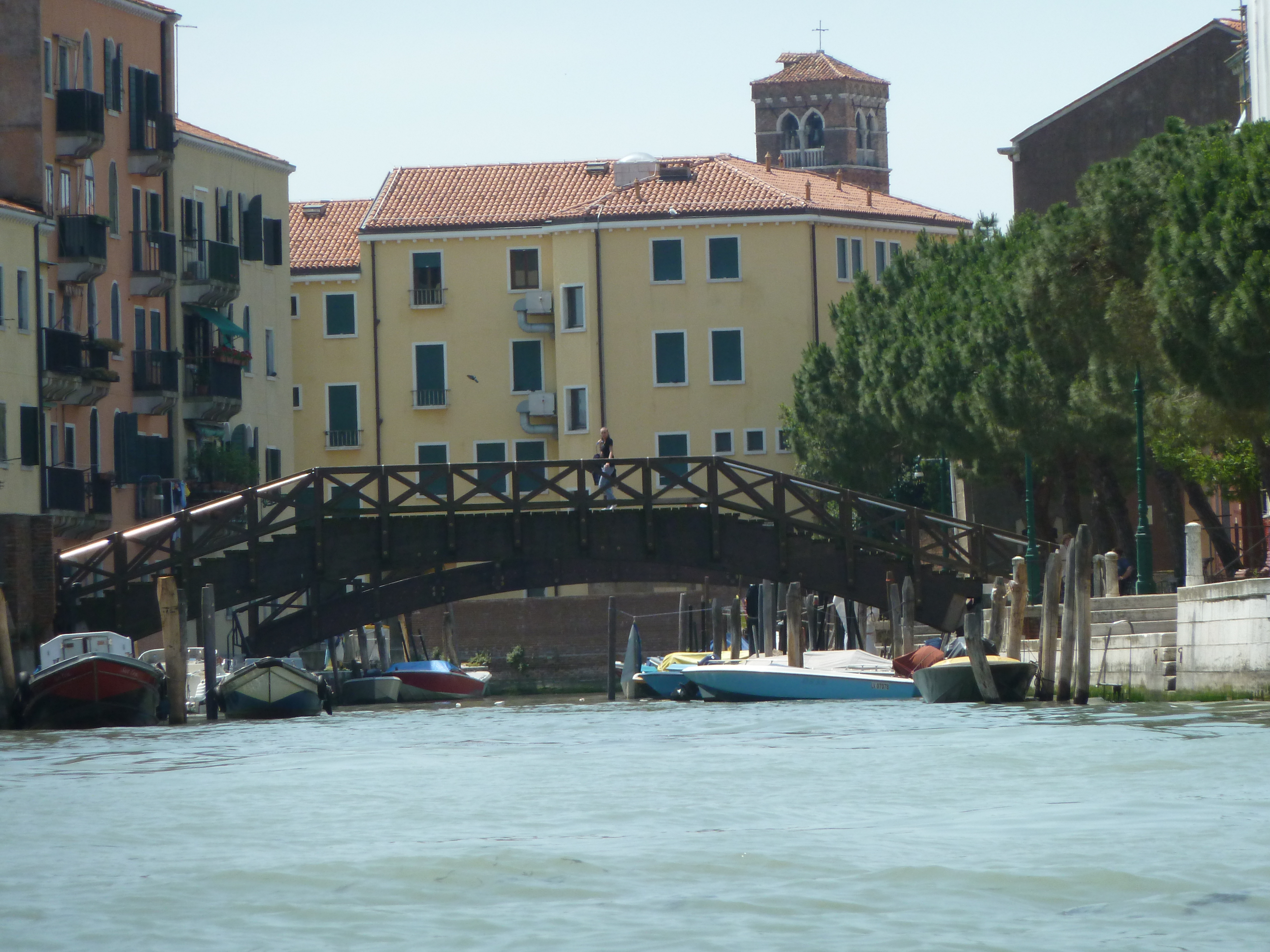
Мост Моро на Рио де Бателло.

## Дворцы в Венеции
- Палаццо Моро в Сан-Бартоломео
- Палаццо Моро Лин
- Палаццо Моро в Сан-Барнаба
- Палаццо Моро Марчелло
- Ка'Гарцони Моро
- Палаццо Моро (Санта-Кроче)

## В массовой культуре
В компьютерной игре Assassin's Creed II присутствует персонаж Данте Моро, сын Кристофоро Моро и телохранитель дожа Марко Барбариго. По сюжету, главный герой игры ассасин Эцио Аудиторе убивает Марко и Данте.